# Gulkronad lövsalsfågel
Gulkronad lövsalsfågel (Archboldia papuensis) är en fågel i familjen lövsalsfåglar inom ordningen tättingar.

## Utbredning och systematik
Gulkronad lövsalsfågel delas in i två underarter med följande utbredning:
- Archboldia papuensis papuensis – västra Nya Guinea (lokalt i Nassaubergen)
- Archboldia papuensis sanfordi – fuktiga områden i Central Highlands på Nya Guinea

Den placeras som enda art i släktet Archboldia. 

## Status
Arten har ett stort utbredningsområde och beståndet anses vara stabilt. Internationella naturvårdsunionen IUCN listar den därför som livskraftig (LC).